# 迪努瓦地区圣克卢
迪努瓦地区圣克卢（法語：Saint-Cloud-en-Dunois，法語發音：[sɛ̃ klu ɑ̃ dynwa]）是法国厄尔-卢瓦省的一个旧市镇，位于该省南部，属于沙托丹区。2017年1月1日，迪努瓦地区圣克卢和相邻的另外3个市镇合并为新市镇维勒莫里（Villemaury），并成为该市镇的政府驻地。

## 地理
迪努瓦地区圣克卢（48°2'24"N, 1°28'12"E）面积8.78 平方千米，位于法国中央-卢瓦尔河谷大区厄尔-卢瓦省，该省份为法国北部内陆省份，北起顺时针与厄尔省、伊夫林省、埃松省、卢瓦雷省、卢瓦-谢尔省、萨尔特省和奧恩省接壤。
与迪努瓦地区圣克卢接壤的市镇（或旧市镇、城区）包括：维朗皮。
迪努瓦地区圣克卢的时区为UTC+01:00、UTC+02:00（夏令时）。

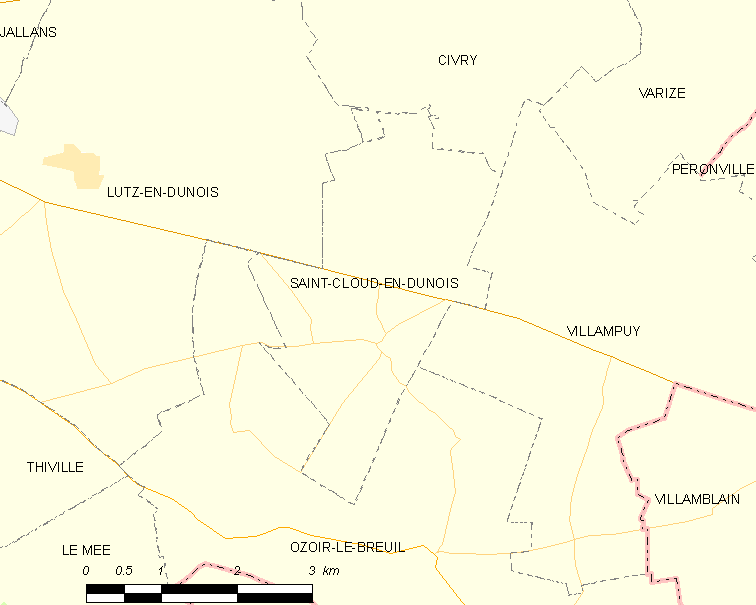
迪努瓦地区圣克卢的OSM定位图

## 行政
迪努瓦地区圣克卢的邮政编码为28200，INSEE市镇编码为28330。

## 政治
迪努瓦地区圣克卢所属的省级选区为沙托丹县。

## 人口

1962-2008年间迪努瓦地区圣克卢人口变化图示

迪努瓦地区圣克卢于2018年1月1日时的人口数量为232人。